# محمد مهدي البياتي
محمد مهدي أمين البياتي (1962 -) سياسي عراقي شغل منصب وزير حقوق الإنسان من 9 سبتمبر 2014 إلى 16 أغسطس 2015. وهو تركماني شيعي من بلدة آمرلي شمال العراق. وهو عضو قيادي في منظمة بدر.

## الأنشطة السياسية
انتخب إلى مجلس النواب العراقي في ديسمبر 2005 كجزء من التحالف الوطني العراقي، قائمة عموم الشيعة التي فازت بأغلبية المقاعد في الانتخابات. تم تخصيص مقعد له كممثل عن منظمة بدر. وفي عام 2007 تعرض موكبه للهجوم أثناء توجهه إلى كركوك، مما أسفر عن مقتل أربعة من أقاربه. وعارض وجود الأكراد العراقيين البشمركة القوات في المناطق المتنازع عليها من كركوك والموصل وصلاح الدين قائلا انه «غير دستوري».
عيّن وزيراً لحقوق الإنسان في حكومة الرئيس حيدر العبادي وهو ما أقرّه مجلس النواب في 9 أيلول 2014. ودافع عن سجل الحكومة العراقية نافيا ارتكابها انتهاكات بحق الأقلية العربية السنية ووصف عدد انتهاكات حقوق الإنسان التي ارتكبتها قوات الحشد الشعبي بأنها صغيرة. وقال إن الحكومة ليس لديها "خيار سوى الاعتماد على الميليشيات وإلا لكان تنظيم الدولة الإسلامية سيطر على البلاد بأكملها. وطالب الإمارات العربية المتحدة بإخراج منظمة بدر وسرايا السلام من قائمة التنظيمات الإرهابية.
وأيد استمرار الحكومة في استخدام عقوبة الإعدام مدعيا أنها كانت بمثابة رادع للمقاتلين الأجانب. واضاف «إذا سمعوا نبأ ايقافنا لعقوبة الإعدام سيأتي العالم كله إلى العراق للقتال». وعارض بشدة العفو عن من يواجهون عقوبة الإعدام متسائلا «ماذا عن العفو عن كل من وضعوا بالفعل في قبورهم من قبل الارهابيين؟».
قامت وزارته بتمويل شراء وتحرير النساء الأيزيديات اللواتي تعرض الآلاف منهن للاختطاف والاستعباد من قبل داعش في الموصل منذ سيطرتهن على مناطق شمال العراق.
في يناير 2015 تورط في جدل عندما زُعم أن حراسه هاجموا شرطة المرور التي أوقفت موكبه أثناء مروره في حي اليرموك بالعاصمة بغداد. وأعلن رئيس الوزراء فتح تحقيق في الحادث.
في أغسطس 2015 رداً على المظاهرات الشعبية ضد فساد الحكومة وعدم كفاءتها، أعلن رئيس الوزراء حيدر العبادي عن خفض عدد الوزراء وإلغاء وزارة حقوق الإنسان. نتيجة لذلك غادر البياتي الوزارة.